# NYC ゴースツ&フラワーズ
『NYC ゴースツ&フラワーズ』（NYC Ghosts & Flowers）は、2000年に発売されたソニック・ユースのアルバムである。

## 解説
ツアー中だった1999年7月にカリフォルニア州オレンジ郡でギター、アンプ、ドラムなどメンバーの機材一式が盗難に遭った事もありこれまでの彼らの持ち味であった変則チューニングによるノイズとは少し異なった音になっている。
当時はショックを受けた彼らだったが、後に「生まれ変わるいい機会」になった、とサーストン･ムーアは述べている。
4曲目のSmall Flowers Crack Concreteなどにみられるようにアルバム全体を通じてビート世代の詩から影響を受けた歌詞が多い。アルバムタイトルもアレン・ギンズバーグの影響を受けている。ジャケットにもウィリアム・S・バロウズの作品が使用されており、前作SYR4・グッバイ・20th・センチュリーに続いて20世紀のニューヨークの前衛芸術家を称えるというテーマ性をもった作品となっている。

## アルバムジャケット
アルバムジャケットにはビート世代の代表的な詩人だったウィリアム・S・バロウズによる「X-Ray MAN」という1992年の作品が使用されている。またブックレットにはリー・ラナルドが撮影したニューヨークの写真が数点使用されている。

## 収録曲
1. フリー・シティ・ライムス - Free City Rhymes (7:32)
  - ジム・オルークがベースとして参加
2. レネゲイド・プリンセス - Renegade Princess (5:49)
  - ラファエル・トラルがspacestatic guitarで参加
3. ネヴァーマインド(ホワット・ワズ・イット・エニィウェイ) - Nevermind (What Was It Anyway) (5:37)
4. スモール・フラワーズ・クラック・コンクリート - Small Flowers Crack Concrete (5:12)
  - ジム・オルークがベースとして参加
5. サイド2サイド - Side2side (3:34)
  - ジム・オルークがエレクトロニクスで、ウィリアム・ウィナントがパーカッションで参加
6. ストリーミックスソニック・サブウェイ - Streamxsonik Subway (2:51)
7. NYCゴースツ&フラワーズ - NYC Ghosts & Flowers (7:52)
8. ライトニング - Lightnin'  (3:51)